# Sohn (cantante)
Sohn, pseudonimo di Christopher Michael Taylor, detto Toph (Londra, 27 agosto 1989), è un cantante, polistrumentista e produttore discografico britannico.

## Biografia
Taylor assume lo pseudonimo Sohn nel 2012, dopo essere salito alla ribalta grazie ad un'estesa attività in diverse realtà musicali indie, tra cui il progetto solista Trouble Over Tokyo, con cui ha realizzato tre album.
La prima pubblicazione ufficiale come Sohn è l'extended play The Wheel, distribuito a partire dal 5 novembre 2012, poco dopo la firma con l'etichetta discografica indipendente Aesop. il discreto successo dell'EP permise all'artista di finire sotto contratto con la 4AD, collaborazione ufficializzata nell'aprile successivo. La prima pubblicazione con 4AD è il singolo Bloodflows, apripista del primo lavoro in studio Tremors, uscito il 7 aprile 2014.
Nel 2015 Taylor lascia Vienna per trasferirsi a Los Angeles in veste di produttore per altri artisti, tra cui Banks e Kwabs, per poi raggiungere Sonoma allo scopo di iniziare i lavori per il secondo album Rennen. Nell'agosto del 2016 viene mostrato in anteprima il primo estratto Signal, accompagnato in un secondo momento da un video musicale con protagonista Milla Jovovich. Rennen viene pubblicato il 13 gennaio 2017, promosso dagli altri singoli Conrad, l'omonimo Rennen  e Hard Liquor.
Il 5 giugno 2020 è la volta della pubblicazione del primo album dal vivo Live with the Metropole Orkest, registrazione di un concerto tenuto al Melkweg di Amsterdam insieme ad un'orchestra di 54 elementi, occasione in cui diversi brani tratti dal repertorio dell'artista sono stati riproposti in chiave sinfonica.
Nel 2022 Sohn è tornato attivo presentando il brano Figureskating, Neusiedlersee, seguito pochi mesi dopo dall'annuncio del terzo album in studio Trust, pubblicato il 2 settembre successivo.

## Discografia

### Discografia solista

#### Album in studio
- 2014 – Tremors
- 2017 – Rennen
- 2022 – Trust

#### Album dal vivo
- 2020 – Live with the Metropole Orkest

#### Extended play
- 2012 – The Wheel
- 2014 – Tremors on Tour
- 2017 – Spotify Singles

#### Singoli
- 2012 – The Wheel
- 2013 – Bloodflows
- 2013 – Lessons
- 2014 – Artifice
- 2014 – The Chase
- 2016 – Signal
- 2016 – Conrad
- 2016 – Rennen
- 2017 – Hard Liquor
- 2017 – Red Lines
- 2017 – The Prestige
- 2018 – Hue/Nil
- 2020 – The Wheel (Live with the Metropole Orkest)
- 2020 – Artifice (Live with the Metropole Orkest)
- 2020 – Rennen (Live with the Metropole Orkest)
- 2020 – Nil (Live with the Metropole Orkest)
- 2021 – Song to the Siren
- 2022 – Figureskating, Neusiedlersee
- 2022 – Segre
- 2022 – M.I.A.
- 2022 – I Won't

### Con i Trouble Over Tokyo
- 2005 – 1000
- 2007 – Pyramides
- 2010 – The Hurricane
- 2012 – Simplify (EP)